# Kozucha Kłamczucha
Kozucha Kłamczucha – opowieść Janiny Porazińskiej opublikowana po raz pierwszy w 1939 roku. Opowiadanie przeznaczone jest dla najmłodszych.

## Fabuła
Pouczająca bajka o sprytnej kózce, która dla zabawy i swojej wygody kłamie jak najęta. Skłonność do kłamstwa omal nie doprowadziła jej do zguby. Bajka uczy, że kłamać nie warto.
Pewna gospodyni kupiła sobie kozę, która okropnie kłamała. Do pasienia kozy została przyjęta Zazulka. Zazulka starannie zajmowała się zwierzęciem, jednak koza zawsze mówiła gospodyni, że jest głodna i spragniona. Rozzłoszczona pani wygnała Zazulkę. Następnego dnia sama poszła paść zwierzę. Po powrocie do domu koza po raz kolejny kłamała. Przed złością gospodyni koza uciekła do lasu. Zajęła dom lisa, wypędzając go. Pomóc lisowi próbował wilk, niedźwiedź i jeż. Temu ostatniemu się udało. Przez komin spadł kozie na grzbiet i zaplątał się w jej sierść, kłując boleśnie. Płaczącą kozę znalazła Zazulka. Pomogła odczepić jeża. Następnie obie wróciły do gospodyni. Koza obiecała nigdy już nie kłamać.

## Film animowany

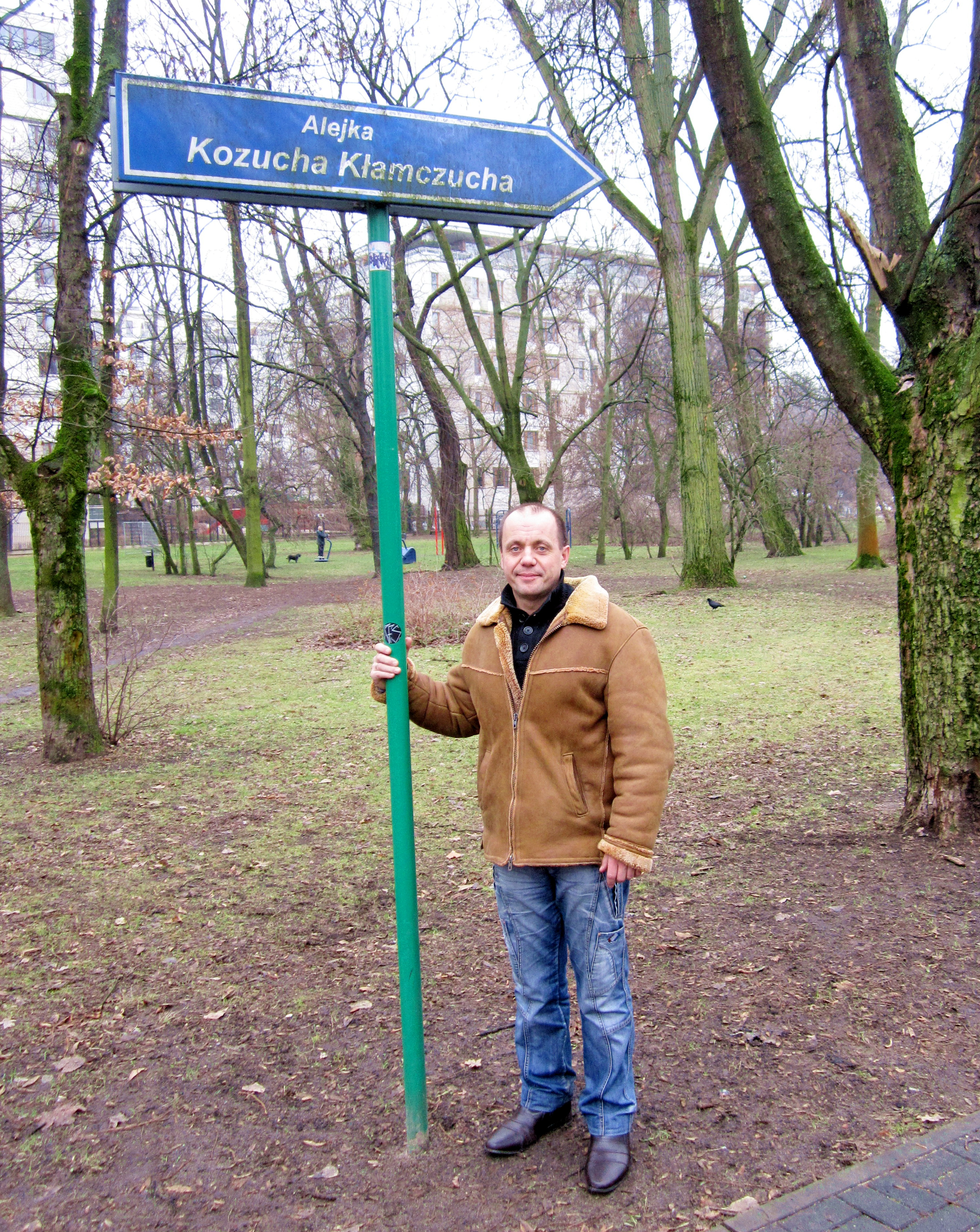
Tłumacz „Kozuchy Kłamczuchy” na język białoruski Aleh Gruszecki w alei „Kozuchy Kłamczuchy” w parku Janiny Porazińskiej, Warszawa

W 2008 roku na kanwie bajki stworzono jeden z odcinków cyklu animowanego «Baśnie i bajki polskie» w Telewizyjnym Studiu Filmów Animowanych. 
Film animowany «Kozucha Kłamczucha» otrzymał nagrody:
1. Tarnowska Nagroda Filmowa (2009)[2].
2. II miejsce w konkursie twórców dla dzieci, II Ogólnopolski Festiwal Animacji Filmowych BORUTAFEST’2010, Łęczyca, Polska (03.07.2010).
3. CHILDREN AUDIENCE AWARD, X Biennial of Animation Bratislava – International Festival of Animated Films of Children, Bratislava (16.10.2010)[3].

## Słuchowisko
W 2009 roku w Polskim Radiu nagrano słuchowisko (reż. Klementyna Krymkowa).

## Pamięć
Na warszawskim Powiślu w parku im. Janiny Porazińskiej znajduje się aleja «Kozucha Kłamczucha».

## Przekłady
| Język przekładu | Data pierwszego wydania | Tłumacz(e)     | W języku przekłada |
| --------------- | ----------------------- | -------------- | ------------------ |
| białoruski      | 2016                    | Aleh Gruszecki | Казуха Ілгуха      |